# Alsóerdőfalva
Alsóerdőfalva (1892-ig Újleszna, szlovákul: Nová Lesná, németül: Neu Walddorf) község Szlovákiában, az Eperjesi kerületben, a Poprádi járásban.

## Fekvése
Poprádtól 8 km-re északnyugatra, Magastátra központjától 4 km-re délkeletre, a Magas-Tátra délkeleti lábánál fekszik. Területének egy része a Tátrai Nemzeti Parkhoz tartozik. Érinti a Tátravillamos.

## Története
Területe már a korai kőkorban lakott volt, a vonaldíszes kerámiák népe lakott ezen a vidéken. Kerültek elő bronzeszközök a bronzkorból is.
A szász telepeseket IV. Béla magyar király hívta be a területre a tatárjárás után. A települést Berzeviczyek alapították a 14. században és 1848-ig birtokolták. A falut 1315-ben említik először „villa Menhardi” néven. 1318-ban „Menartwaltorph”, 1405-ben „Erdeufalwa alias Menardwaldorf”, 1469-ben „Felsewerdewfalwa” néven említi oklevél.
A 16. században Szepesvár uradalomához tartozott. A 18. század végén a Berzeviczy és a Horváth-Sztancsics családok birtoka. 1787-ben 66 házában 402 lakos élt.
A 18. század végén Vályi András így ír róla: „Ó, és Új Leszna, Alt, und Neu Valldorf. Két német falu Szepes Várm. Ó Lesznának földes Ura Berzeviczi Uraság, fekszik Millenbachhoz nem meszsze, és annak filiája; Új Lesznának pedig földes Ura Horváth Úr, ez fekszik Nagy Szalókhoz közel, és annak filiája, lakosai katolikusok, határbéli földgyeik néhol soványak, legelőjök, és mind a’ két féle fájok van.”
1828-ban 76 háza volt 546 lakossal. Lakói kendertermesztésből, fuvarozásból, házalásból éltek.
Fényes Elek 1851-ben kiadott geográfiai szótárában így ír a faluról: „Ó és Új Leszna, két egymáshoz közel fekvő német falu, Szepes vmegyében, Kakas-Lomniczhoz nyugotra egy órányira, a Tátra alatt igen gyönyörü vidéken. Az elsőben lakik 120 kath., 487 evang., a másodikban 79 kath., 414 evang. lélek. Mind a két helységben van kath. és evang. templom. F. u. Berzeviczy, Szepesházy, Teőke. Késmárkhoz 3 óra.”
A trianoni diktátumig Szepes vármegye Szepesszombati járásához tartozott, majd Csehszlovákiához csatolták.
A második világháború után a németeket kitelepítették. 1993 óta Szlovákiához tartozik. Ma lakói egyre inkább a tátrai idegenforgalomból élnek.

## Népessége
| Év:            | 1994. | 2004.    | 2014.   | 2024.   |
| -------------- | ----- | -------- | ------- | ------- |
| Emberek száma: | 1200  | 1522     | 1556    | 1646    |
| Eltérés:       |       | +26,83 % | +2,23 % | +5,78 % |

| Év:            | 2023. | 2024.   |
| -------------- | ----- | ------- |
| Emberek száma: | 1649  | 1646    |
| Eltérés:       |       | -0,18 % |

1910-ben 452, többségben német anyanyelvű lakosa volt, jelentős cigány kisebbséggel.
2001-ben 1435 lakosából 1325 fő szlovák volt.
2011-ben 1519 lakosából 1397 fő szlovák volt.
2021-ben 1657 lakosából 5 (+1) magyar, 53 (+35) cigány, 4 (+7) ruszin, 1502 (+17) szlovák, 16 (+2) egyéb és 77 ismeretlen nemzetiségű volt.

## Nevezetességei

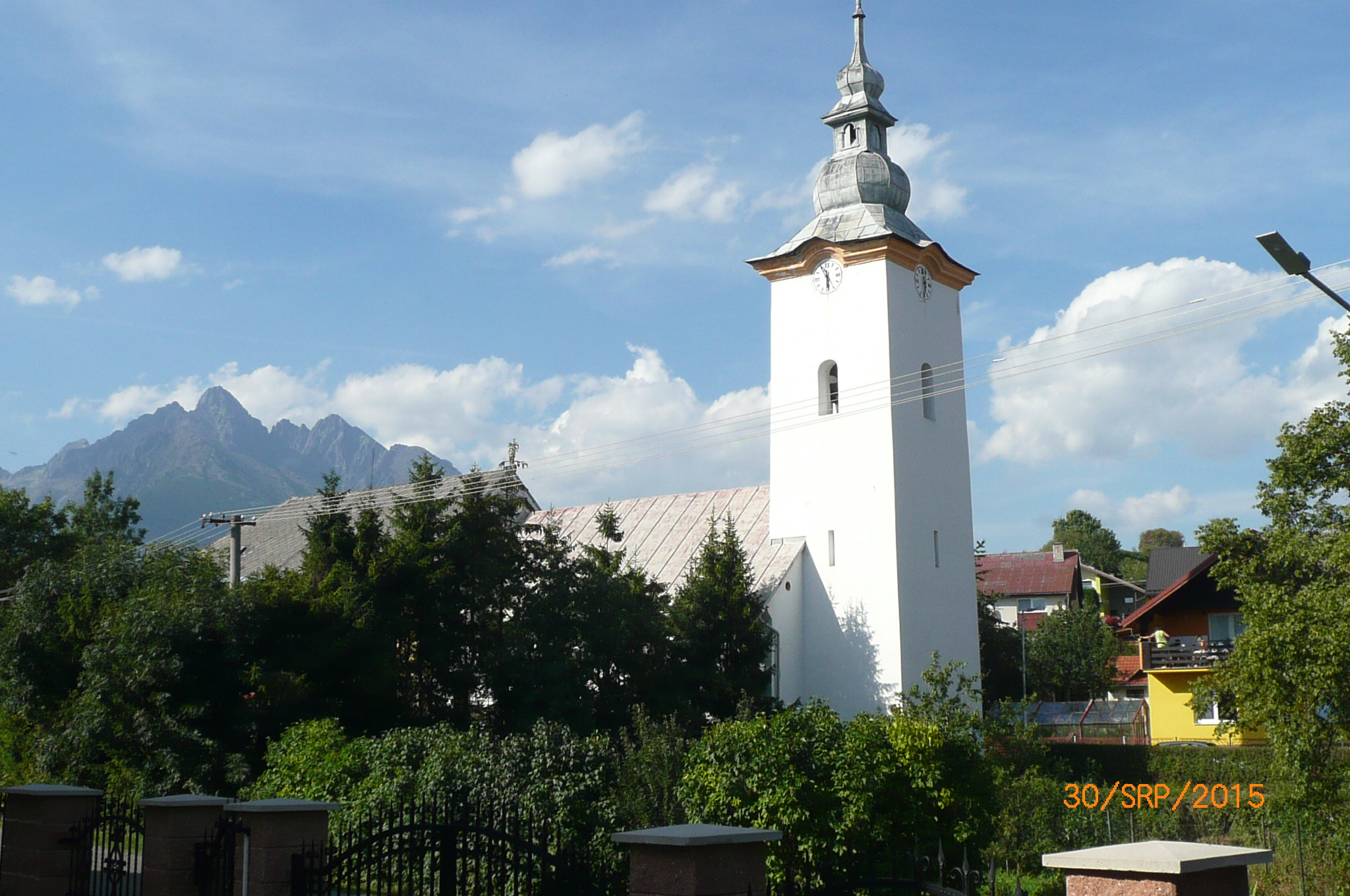
Evangélikus templom, háttérben a Lomnici-csúcs

- Angyali üdvözlet temploma a 13. század második felében épült kora gótikus stílusban, 1815-ben klasszicista stílusban építették át.
- Klasszicista evangélikus temploma 1792-ben épült, 1859-ben a tűzvész után felújították.
- A község évente megrendezi a Still János Emlékverseny elnevezésű nemzetközi hegyi futóversenyt Alsóerdőfalva és a Tarajka között.

## Híres személyek
- Itt született Hegyfoky Kabos (1847-1919) római katolikus pap, meteorológiai szakíró.
- Itt született Johann Franz (1864-1939) hegymászó, hegyi vezető.
- Itt született ifj. Ján Počúvaj (1886-1969) hegyi vezető, hegymászó és hegyi mentő, a Gerlachfalvi-csúcs rekordere.
- Itt született Johann Breyer(wd) (1925. május 30. – 2014. július 22.) SS-tag, 1944 decemberéig az Auschwitz II.-Birkenau munkatábor Halálfejes Gárdájának tagja.[6]
- Itt hunyt el Johann Still (1805-1890) helyi tanító, vadász, hegyi vezető, a Gerlachfalvi-csúcs első megmászója.
- Itt hunyt el id. Johann Hunsdorfer (1850-1917) hegymászó, hegyi vezető.
- Itt dolgozott Jozef Šašinka (1891-1945) építész.
- Itt élt Jakub Horvay hegyi vezető.
- Itt élt Martin Spitzkopf-Urban molnár, hegyi vezető.
- Itt él Peter Svätojánsky (1977) túrasielő.
- Itt is birtokolt Berzeviczy Egyed (1835-1906) földbirtokos.